# Ned Yost
Edgar Frederick Yost (né le 19 août 1955 à Eureka, Californie, États-Unis) est l'actuel manager des Royals de Kansas City de la Ligue majeure de baseball. Ancien receveur ayant évolué entre 1980 et 1985, Yost a également été gérant des Brewers de Milwaukee de 2003 à 2008. 
Yost est nommé manager des Royals le 13 mai 2010 en remplacement de Trey Hillman. Il mène les Royals au titre de la Ligue américaine en 2014, le premier de la franchise depuis 1985, et à leur premier titre de division la saison suivante. Il est le gérant qui a dirigé le plus de matchs dans l'histoire des Royals et qui remporté le plus de victoires à la barre du club.

## Carrière de joueur
Ned Yost a joué à la position de receveur pour les Brewers de Milwaukee (1980-1983), les Rangers du Texas (1984) et les Expos de Montréal (1985) pendant sa brève carrière dans les majeures, au cours de laquelle il a conservé une moyenne au bâton de, 212  avec 16 coups de circuits et 64 points produits.
Il a été utilisé comme réserviste toute sa carrière. Pendant la saison dans laquelle il a été le plus utilisé (1984), il n'a pris part qu'à 80 des 162 matchs de son équipe, et n'est apparu au bâton que 242 fois dans l'année.
Yost a participé à une Série mondiale avec les Brewers, en 1982. Il n'a eu qu'une présence au bâton (non officielle) durant la série, et a soutiré un but-sur-balles.

## Carrière d'entraîneur

### Braves d'Atlanta
Ned Yost se joint à l'organisation des Braves d'Atlanta en 1988 et dirige leur club-école de niveau A à Sumter, dans la South Atlantic League, durant trois saisons.
Il passe ensuite 12 ans au sein du personnel d'instructeurs des Braves d'Atlanta. Il est leur instructeur de l'enclos de relève de 1991 à 1998, puis l'instructeur au troisième but de 1999 à 2002.

### Brewers de Milwaukee
Ned Yost a été gérant des Brewers de Milwaukee du début de la saison 2003 au 15 septembre 2008, date où il a été remercié par l'équipe et remplacé par l'instructeur au troisième-but Dale Sveum. L'équipe présentait quand même un dossier gagnant de 83-67 mais venait cependant de perdre toutes les parties d'une série de quatre matchs contre les Phillies de Philadelphie et avait gâché une avance de quatre parties dans la course au meilleur deuxième dans la Ligue nationale. Déjà en 2007, les compétences de Yost avaient été remises en question, alors que l'équipe avait perdu le premier rang de la division Centrale de la Ligue nationale pour finalement rater les séries. Sous les ordres de Sveum en 2008, les Brewers ont bien complété la saison pour finalement se qualifier pour les éliminatoires, une première pour la franchise depuis 1982.
La fiche de Ned Yost avec Milwaukee est de 457-502, pour un pourcentage de victoires de, 477. Malgré les critiques auxquelles il a dû faire face, c'est tout de même sous ses ordres que les Brewers, qui avaient encaissé 106 défaites en 2002, sont redevenus une équipe compétitive.

### Royals de Kansas City

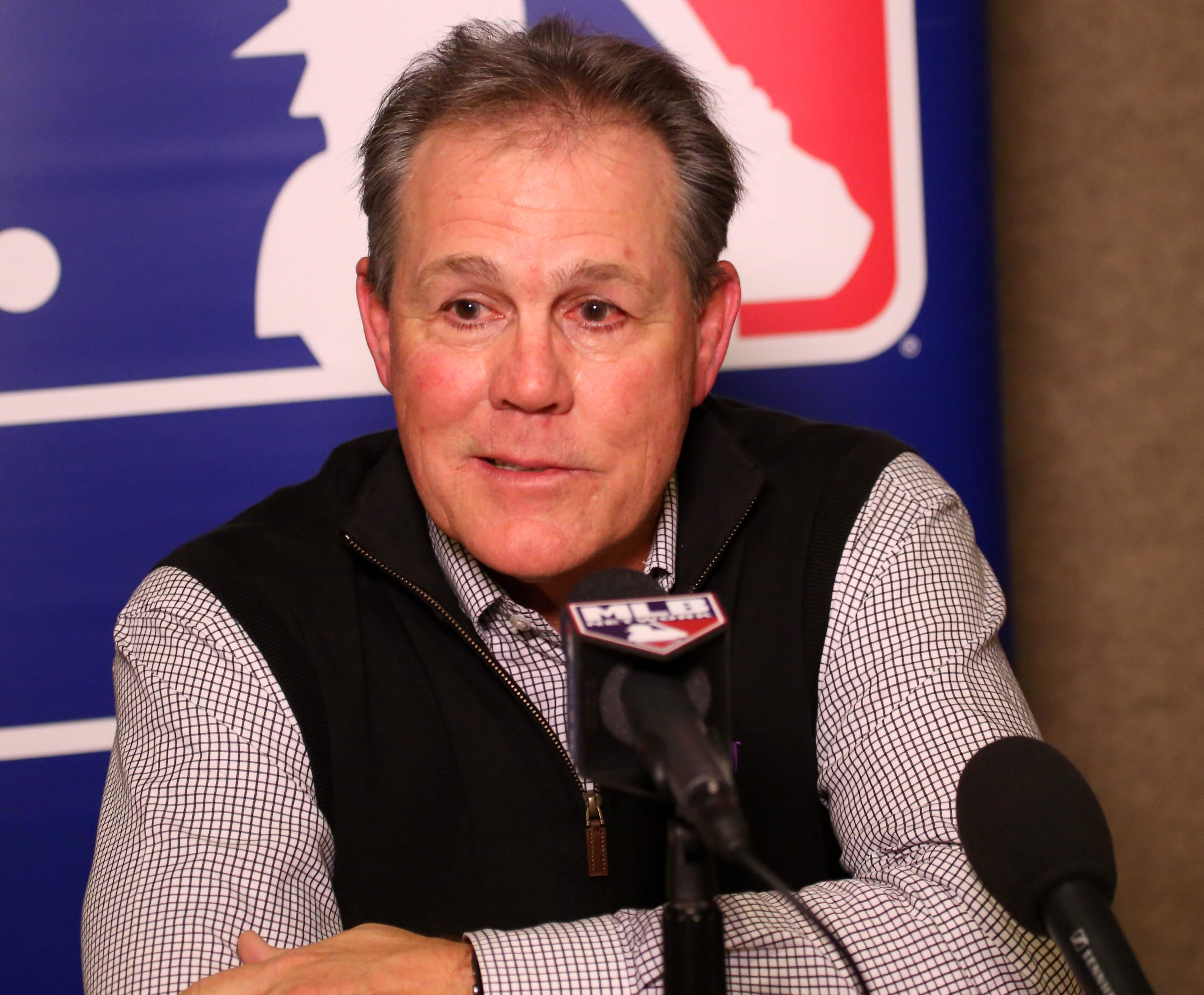
Ned Yost aux assises d'hiver du baseball majeur en décembre 2015.

Le 14 mai 2010, Yost prend la tête des Royals de Kansas City, succédant à Trey Hillman au poste de manager. Sous sa direction en 2010, les Royals compilent une fiche victoires-défaites de 55-72 et terminent derniers de la division Centrale de la Ligue américaine avec 95 défaites en 162 parties. Avec 71 victoires et 91 défaites en 2011, les Royals améliorent légèrement leur fiche sous les ordres de Yost et grimpent d'un échelon dans la division Centrale.
En 2013, Kansas City connaît sa première saison gagnante depuis 2003 et, avec 86 gains contre 76 revers, remporte son plus grand nombre de victoires depuis 1989. L'équipe rate toutefois les séries éliminatoires de peu en finissant 5 matchs derrière Tampa Bay dans la course au meilleur deuxième. Le 1er octobre 2013, deux jours après la fin de la saison, Yost est récompensé par un nouveau contrat de deux saisons.
En 2014, les Royals remportent 89 matchs de saison régulière contre 73 défaites et, qualifiés comme meilleurs deuxièmes, accèdent aux séries éliminatoires pour la première fois en 29 ans. Le club remporte ensuite 8 parties de suite pour amorcer les éliminatoires et participe à la Série mondiale 2014, une première depuis 1985 pour la franchise. Les Royals perdent toutefois la série en sept matches.
Le 24 septembre 2014, Yost dirige les Royals pour un 771e match, un de plus que l'ancien record de Dick Howser, gérant du club de 1981 à 1986. 
Le 13 janvier 2015, son contrat est prolongé d'un an, repoussant son échéance de l'automne 2015 à l'automne 2016.
Après avoir dépassé au cours de la saison 2015 le total de 404 victoires de Howser à la barre des Royals, Ned Yost remporte le 18 juin 2015 sa 411e victoire avec Kansas City, pour dépasser les 410 de Whitey Herzog de 1975 à 1979 et établir le nouveau record du club.
Avec 95 victoires et 67 défaites, les Royals remportent en 2015 leur premier titre de la division Centrale de la Ligue américaine et leur premier titre de division en 30 ans, en plus de remettre la meilleure fiche de la Ligue américaine et la meilleure de la franchise depuis 1980,.

## Bilan de manager
| Équipe | Année  | Saison régulière | Saison régulière | Saison régulière | Saison régulière         |  | Séries éliminatoires | Séries éliminatoires | Séries éliminatoires | Séries éliminatoires |
| Équipe | Année  | Vic.             | Déf.             | % Vic.           | Place                    |  | Vic.                 | Déf.                 | % Vic.               | Résultats            |
| MIL    | 2003   | 68               | 94               | 0,419            | 6e NL Centrale           |  | -                    | -                    | -                    |                      |
| MIL    | 2004   | 67               | 94               | 0,416            | 6e NL Centrale           |  | -                    | -                    | -                    |                      |
| MIL    | 2005   | 81               | 81               | 0,500            | 3e NL Centrale           |  | -                    | -                    | -                    |                      |
| MIL    | 2006   | 75               | 87               | 0,462            | 4e NL Centrale           |  | -                    | -                    | -                    |                      |
| MIL    | 2007   | 83               | 79               | 0,512            | 2e NL Centrale           |  | -                    | -                    | -                    |                      |
| MIL    | 2008   | 83               | 67               | 0,553            | Congédié le 15 septembre |  | -                    | -                    | -                    |                      |
| Totaux | Totaux | 457              | 502              | 0,477            |                          |  | 0                    | 0                    | 0,000                |                      |